# Knihovna profesora Vlastimila Kybala

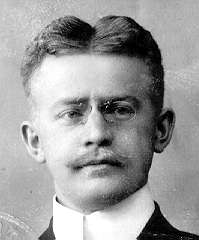
Vlastimil Kybal

V Národním archivu je uložen rozsáhlý osobní archiv a písemná pozůstalost Vlastimila Kybala. Vedle toho je knihovna profesora Univerzity Karlovy, historika a diplomata Vlastimila Kybala jedním z historických knižních fondů Knihovny Národního archivu v Praze na Chodovci.

## Knihovna
S jistotou se dosud nepodařilo zjistit, jakým způsobem se knihovna knihovna do Archivu země České, jednoho z předchůdců dnešního Národního archivu, dostala. Dle ústní informace se předpokládá, že byla předána v roce 1939 jím samotným. Ale vzhledem k tomu, že diplomat Vlastimil Kybal vykonával v letech 1919-1938 funkci vyslance v různých státech Evropy a Střední a Jižní Ameriky a od roku 1935 se do republiky z Mexika již nevrátil, je možné, že knihovnu a písemnosti do archivu předal jeho syn Milíč Kybal před svým odchodem do USA. Po válce rodina o vrácení nepožádala.
V roce 1995 bylo rozhodnuto o přestěhování knihovny do nového areálu Národního archivu v Praze na Chodovci a začalo se s jejím systematickým zpracováním.
V roce 2004 byl podepsán prof. PhDr. Dalimilem Kybalem, mladším synem Vlastimila Kybala "Protokolem o převzetí knihovního fondu - osobní knihovny prof. PhDr. Vlastimila Kybala", který představuje základní legislativní dokument. Tímto aktem byl fond začleněn do historického knižního fondu knihovny Národního archivu.

## Fond knihovny

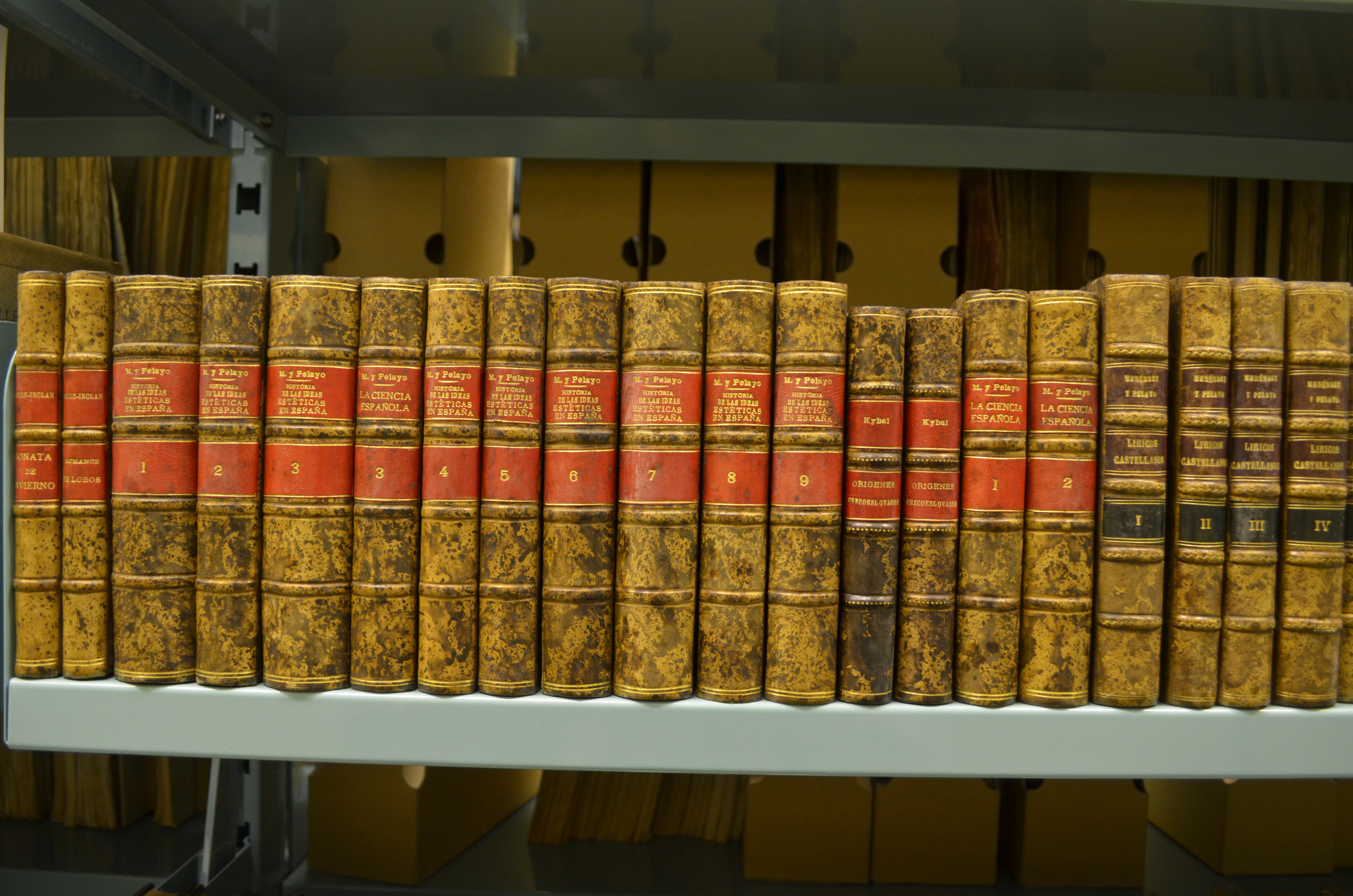
Hřbety knih

Knihovna je knihovnou odbornou. Současně nese rysy knihovny soukromé s řadou titulů literatury krásné včetně poezie. Jsou v ní uloženy také dvě školní učebnice.
Ve fondu je literatura k dějinám, kterými se majitel ani v dobách svého diplomatického působení nepřestal zabývat, vnitřní a zahraniční politice, hospodářství a průmyslu, vědám společenským i přírodním, dějinám literatury a umění, sociálním a národnostním poměrům, ekonomice a zemědělství, folklóru a turismu. Ve větším počtu je obsažena literatura k dějinám umění především Španělska a Mexika. Ve fondu je řada průvodců po muzeích a galeriích a katalogů výstav, která mají vypovídací hodnotu z hlediska dějin těchto institucí.
Mnoho dokumentů se vztahuje k hlavním tématům Kybalova historického bádání, jímž byl František z Assisi, Jan Hus nebo dílo Danteho.
Kartografické materiály a turistické průvodce tvoří velkou skupinu. Historicky cenná jsou suvenýrová alba pohlednic a fotografií z různých míst Evropy, z nichž část pravděpodobně dostal Kybal darem při různých příležitostech.
Zajímavý je i rozsah míst vydání dokumentů z Evropy a Severní a Jižní Ameriky. Nejstarší dokument ve fondu byl vydán v Miláně v roce 1822.
Podstatná část jsou tituly v cizích jazycích (krásná literatura i odborná část), především v jazyku anglickém, španělském, francouzském a italském. Knihovna obsahuje monografie, vícesvazková díla a seriály (většinou vázané), v mnoha z nich najdeme Kybalovy práce.
Jako v každé odborné knihovně vědce je zde i poměrně velké množství separátů.
V řadě knih je uvedeno razítko s podpisem Kybal nebo méně často ex libris.

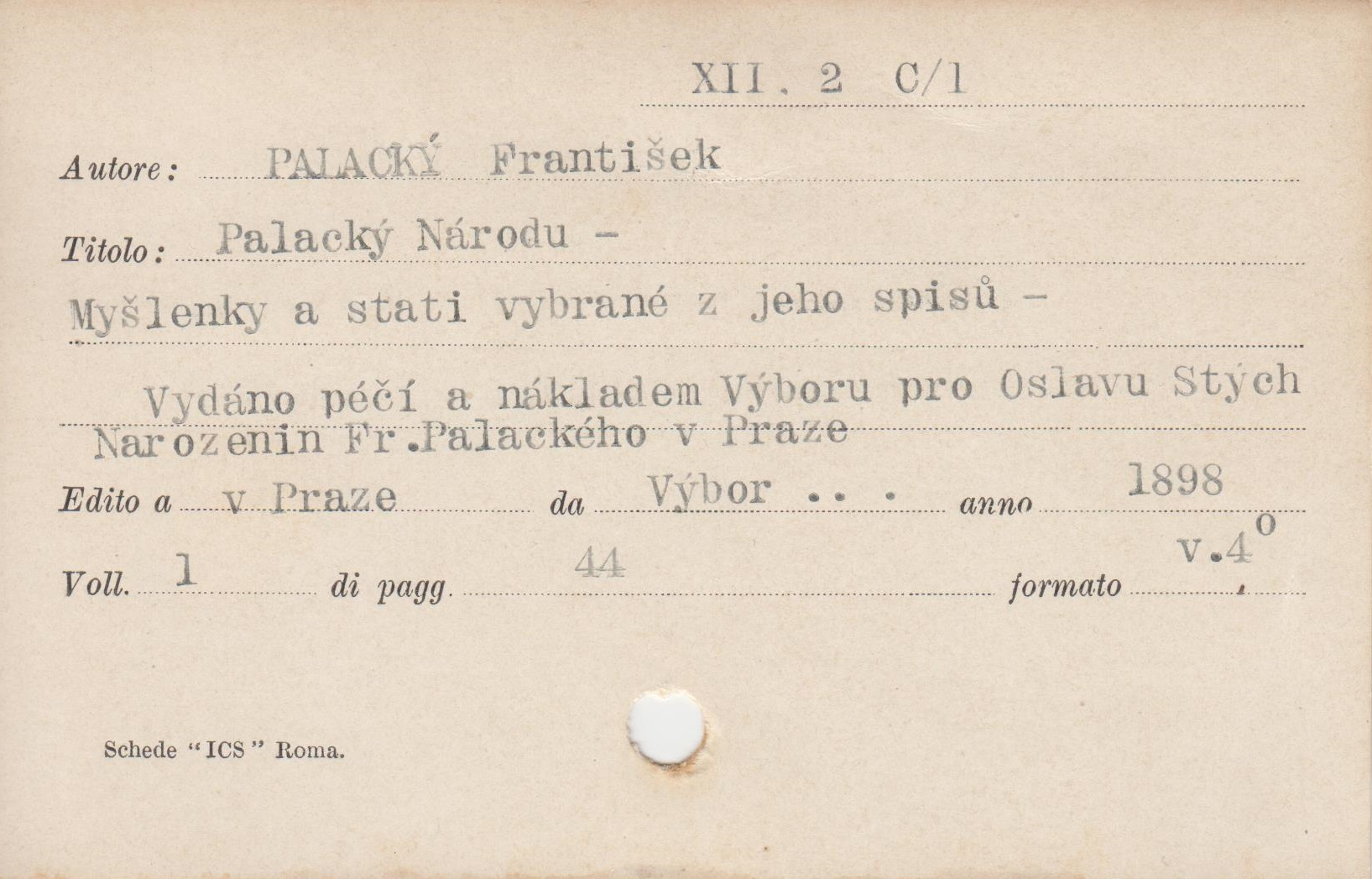
Katalogový lístek vytvořený Vlastimilem Kybalem

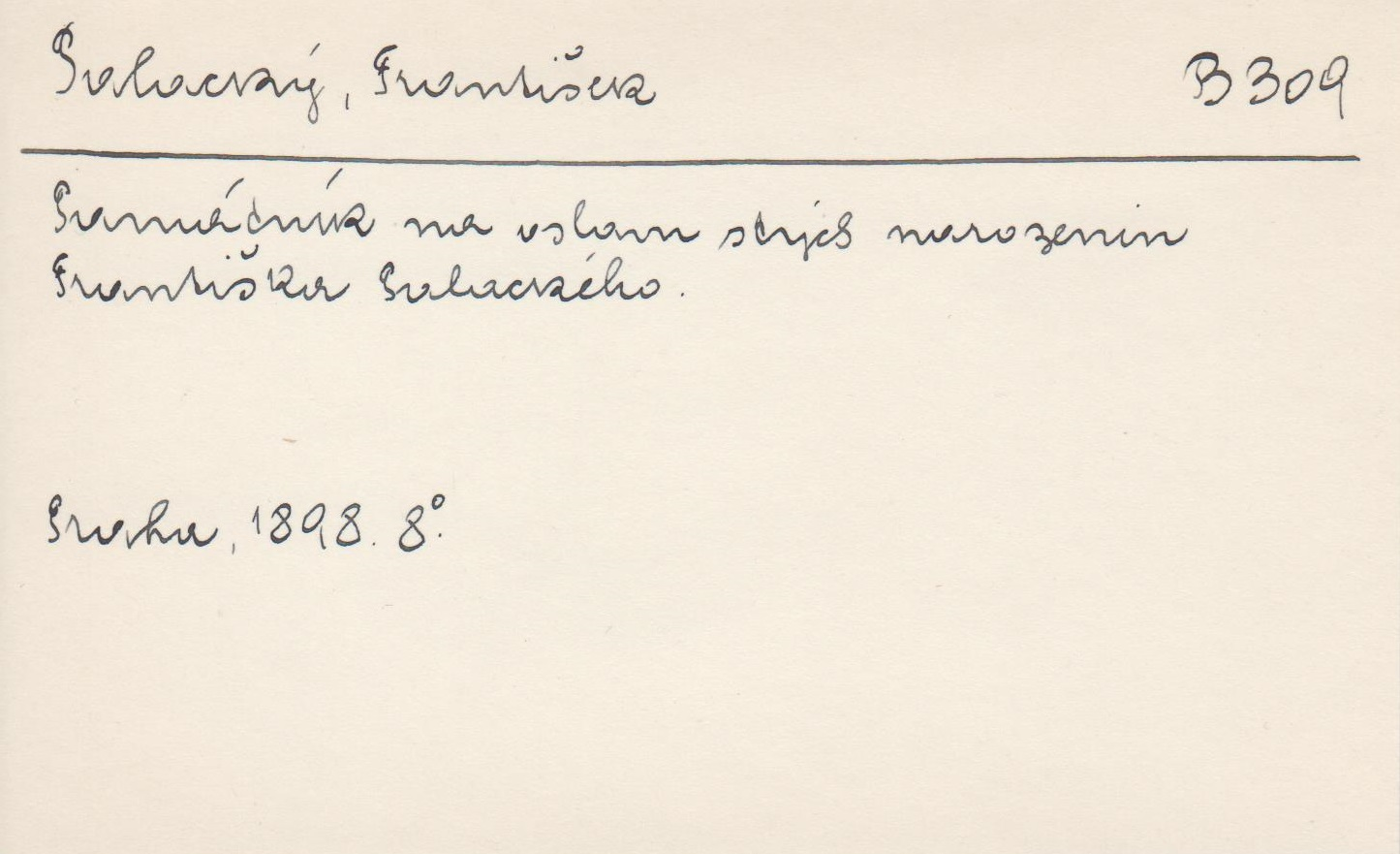
Katalogový lístek vytvořený Jaroslavem Jenšovským

### Zpracování fondu knihovny
K fondu jsou k dispozici dva lístkové katalogy. Nejprve bylo nutné zjistit, zda se skutečně jedná o katalogy knihovny, jak jsou úplné, jakou část fondu podchycují.
Po převozu do archivního areálu v Praze na Chodovci knihovna obsahovala asi 3000 dokumentů (74 běžných metrů). Bez odborného zpracování a utřídění byla knihovna badatelsky zcela nevyužitelná.
První pomůckou je původní Kybalův lístkový katalog. Záznamy na lístcích formátu 9 x 14 cm s předtištěným návěstím v italštině jsou psány na stroji. Mají formu jmenného katalogizačního záznamu. Majitel knihovny Vlastimil Kybal vypracoval vlastní schéma patnácti základních systematických tříd, které byly dále tříděny do 180 tříd a podtříd. Signatura byla uvedena na lístku i v knize. Schéma třídění bylo velmi složité a málo přehledné, navíc celý fond utříděn nebyl. S jistotou lze konstatovat, že katalog neobsahuje celý fond této knihovny. Zachovaný katalog plní funkci věcného (systematického) katalogu k té části fondu knihovny, která je dle původního třídění i nadále postavena.
Druhým původním zachovaným katalogem je jmenný rukopisný katalog zpracovaný knihovníkem Archivu země České Jaroslavem Jenšovským. Ten zvolil rozdělení, resp. stavění fondu formátové se samostatnými signaturami B (střední formát) a C (malý formát). Časopisy měly samostatnou signaturu V (časopisy a jiné seriály). Vzhledem k tomu, že ve fondu je mnoho dokumentů netypických (a velkých) formátů, je domněnka, že měla být založena ještě signatura A pro tyto formáty. Práce na tomto katalogu nebyla dokončena. Byl zanechán bez úprav, abecedně uspořádán podle původních záhlaví.
Ani jedna ze zpracovaných pomůcek neumožňovala plné zpřístupnění a využívání fondu knihovny, proto bylo rozhodnuto vytvořit přepisy uchovaných lístkových katalogů do Excelu.
Je domněnka, že fond neobsahuje celou Kybalovu knihovnu, neví se, jak velká část knihovny zůstala v zahraniční.
Ve fondu je velké množství dedikací a podpisů autorů knih, věnování kolegů a přátel. Jen pro malou část knihovny byl pořízen soupis těchto rukopisných vpisků.